# Opius curvatus
Opius curvatus är en stekelart som beskrevs av Fischer 1957. Opius curvatus ingår i släktet Opius och familjen bracksteklar. Arten är reproducerande i Sverige. Inga underarter finns listade i Catalogue of Life.